# AB Tikamin
AB Tikamin var en svensk tillverkare av rostskyddsmedel som ingick som dotterbolag i Astra. Tillverkningen skedde i Eslöv och Hässleholm och produkterna såldes under varumärket Dinitrol.
AB Tikamin grundades av Tika 1942 som Astra köpt 1939. 1947 fick bolaget en nystart för att tillverka rostskyddsmedlet Dinitrol men även kosmetika och hudvårdsprodukter. Tikamins tillverkning av rostskydd gick tillbaka till kirurgen Sven Johanssons arbete där han på 1930-talet observerade  att kirurgiska instrument av rostfritt stål kunde rosta under desinficering och undersökte på sin fritid kemiska tillsatser som kunde motverka detta. Han började från 1937 utveckla ett antikorrosionsmedel som blir känt under varumärket Dinitrol. 
Astra blev industripartner för Johanssons patenterande produkt som kom ut på marknaden 1947. Tillverkningen lades på AB Tikamin i Eslöv och senare av samma bolag i Hässleholm som 1969 blev dotterbolag till Astra-Dinol AB.
 Den dominerande kunden var Svenska Stålpressnings AB i Olofström innan produkten fick ett större genombrott internationellt. Verksamheten såldes 1991 och ingår numera i Dinol GmbH som i sin tur ingår i Würth.